# Zesh Rehman
Zeshan Rehman (ur. 14 października 1983 w Birmingham) – pakistański piłkarz występujący na pozycji obrońcy. Zawodnik klubu Southern District FC.

## Kariera klubowa
Rehman urodził się w Anglii w rodzinie pochodzenia pakistańskiego. Treningi rozpoczął w amatorskim zespole Kinghurst. W 1995 roku dołączył do juniorów Fulham. W 2003 roku został włączony do jego pierwszej drużyny, grającej w Premier League. Jednak jeszcze przed ligowym debiutem, we wrześniu 2003 roku został wypożyczony do Brighton & Hove Albion z Division Two. W styczniu 2004 roku wrócił do Fulham. W Premier League zadebiutował 17 kwietnia 2004 roku w zremisowanym 0:0 pojedynku z Liverpoolem. W 2006 roku, między styczniem a majem, grał na wypożyczeniu w Norwich City z Championship.
W połowie 2006 roku Rehman odszedł do Queens Park Rangers, grającego w Championship. Pierwszy ligowy mecz zaliczył tam 12 sierpnia 2006 roku przeciwko Southendowi (0:0). Z QPR był wypożyczany do Brighton & Hove Albion (League One), Blackpool (Championship) oraz Bradford City (League Two).
W 2009 roku Rehman podpisał kontrakt z Bradfordem. Grał tam przez rok. W 2011 roku podpisał kontrakt z tajlandzkim Muangthong United, a w 2012 roku odszedł do drużyny Kitchee SC z Hongkongu. W latach 2014–2016 występował w malezyjskim Pahang FA, a w sezonie 2016/2017 był zawodnikiem Gillingham F.C. W 2017 roku został piłkarzem Southern District FC z Hongkongu.

## Kariera reprezentacyjna
Rehman jest byłym reprezentantem Anglii U-18, U-19 oraz U-20. W 2005 roku zdecydował się na grę w reprezentacji Pakistanu. Zadebiutował w niej 7 grudnia 2005 roku w wygranym 1:0 towarzyskim meczu ze Sri Lanką.